# Bolsa de Valores de Bombaim
A Bolsa de Valores de Bombaim é a primeira em atividade e principal bolsa de valores da Índia, com mais de 100 anos de funcionamento. Fundada em 1875, hoje é denominada Bombay Stock Exchange Limited (BSE). Seu principal índice que funciona como barômetro é o BSE SENSEX.